# Protactinium
Protactinium er det 91. grundstof i det periodiske system, og har det kemiske symbol Pa: Under normale temperatur- og trykforhold optræder dette actinid som et sølvskinnende, radioaktivt metal.

## Egenskaber
Protactinium reagerer langsomt med atmosfærisk luft. Det er superledende ved temperaturer under 1,4 kelvin.

## Tekniske anvendelser
Da protactinium er både sjældent, radioaktivt og giftigt, har stoffet ingen praktiske anvendelser udenfor forskingslaboratoriet. Isotopen protactinium-231, som skabes ved alfa-henfald af uran-235-kerner, kan muligvis opretholde en nuklear kædereaktion på samme måde som for eksempel  uran gør det i en atomreaktor eller en atombombe: Ifølge Walter Seifritz er protactinium-231's kritiske masse 750±180 kilogram, mens andre kilder konkluderer at stoffet ikke kan opretholde en kædereaktion.

## Historie
Elementet blev første gang identificeret i 1913, da Kasimir Fajans og O. H. Göhring under studiet af henfaldsprodukterne fra 238U stødte på en kortlivet isotop, 234mPa, med en halveringstid på 1,17 minut: De kaldte stoffet for brevium, af latin; brevis, "kort". Det navn blev dog ændret til protactinium i 1918, da to forskerhold (Otto Hahn og Lise Meitner i Tyskland, og Frederick Soddy og John Cranston i Storbritannien)[kilde mangler] uafhængigt af hinanden opdagede isotopen 231Pa.
I 1927 fremstillede Aristid V. Grosse 2 milligram Pa2O5. I 1934 lykkedes det ham at isolere rent, metallisk protactinium ud fra 0,1 milligram af dette oxid, ved først at omdanne oxidet til et iodid, PaI5, som derefter blev nedbrudt til jod-dampe og frit metal af en glødetråd i et kraftigt vakuum.
I 1961 brugte United Kingdom Atomic Energy Authority 60 tons brugte brændselsstave fra atomreaktorer, og hvad der svarede til en halv million amerikanske dollars, på at udvinde 125 gram 99,9% rent, metallisk protactinium — i mange år menneskehedens største oplag af dette stof. Efter sigende blev det siden hen solgt til forskellige laboratorier til en pris af 2800 dollars per gram.

## Forekomst
Mineralet begblende indeholder normalt omkring 0,1 ppm 231Pa, men forekomster i Zaire indeholder op imod 3 ppm.

## Isotoper af protactinium
Man kender 29 isotoper af protactinium, som alle er radioaktive. Den mest "sejlivede" protactiniumisotop er 231Pa, med en halveringstid på 32760 år, mens de øvrige har halveringstider fra knap en måned og nedefter.